# Mărtinești (okręg Vrancea)
Mărtinești – wieś w Rumunii, w okręgu Vrancea, w gminie Tătăranu. W 2011 roku liczyła 686
mieszkańców.